# Kay Tuckey
Katherine Lilian Agnes Tuckey detta Kay (Godalming, ... – 14 maggio 2016) è stata una tennista britannica.

## Biografia
Era la figlia di Agnes Tuckey campionessa di Wimbledon 1913 nel doppio misto mentre il fratello Raymond è stato a sua volta campione di Wimbledon nel doppio maschile.
Si è sposata nel 1951 con John Maule con cui ha avuto quattro figli: David, Diana, Elizabeth e Nicola.

## Carriera
Nel 1948 è avanzata al terzo turno di Wimbledon e ha fatto parte della squadra britannica di Wightman Cup, due anni dopo ha raggiunto i quarti di finali ai Championships in coppia con Betty Harrison ma la sua stagione migliore è stata la successiva. Nel 1951 in singolare ha disputato i quarti di finale sia a Wimbledon che agli U.S. National Championships e ha ripetuto la performance anche nel doppio femminile a Wimbledon in coppia con Jean Quertier.